# دایانارا تورس
دایانارا تورس (انگلیسی: Dayanara Torres؛ زادهٔ ۲۸ اکتبر ۱۹۷۴) هنرپیشه، خواننده، نویسنده، و مدل (شخص) اهل پورتوریکو است.
او به نمایندگی از پورتوریکو در مسابقات دوشیزه جهان در سال ۱۹۹۳ شرکت کرد و برنده شد.